# Monkey Bay
Monkey Bay ist eine Stadt in Malawi mit Naturhafen am südlichen Malawisee. Der Hafen ist eine bis auf die Wasserrinne der Zufahrt geschlossene Bucht.
Nach Norden erstreckt sich der Lake Malawi National Park bis zur Spitze der Halbinsel Cape MacLear. Dieser Park beheimatet auf sehr felsigem Gelände Affen, vor allem Paviane. Monkey Bay wird von der Fähre des Sees, der MS Ilala, regelmäßig angefahren. Von ihm aus geht eine asphaltierte Straße nach Liwonde, wo Anschluss an das Netz der malawischen Eisenbahn und die asphaltierten Straßen nach Zomba und Blantyre sowie nach Dedza und Lilongwe besteht.